# Центральний (Алчевський район)
Центральний — селище в Україні, у Алчевській міській громаді, Алчевського району Луганської області.
Колишня назва: селище Чорнухинського овочевого радгоспу. Знаходиться на тимчасово окупованій території України.

## Історія
12 червня 2020 року, відповідно до Розпорядження Кабінету Міністрів України № 717-р «Про визначення адміністративних центрів та затвердження територій територіальних громад Луганської області», увійшло до складу Алчевської міської громади.
17 липня 2020 року, в результаті адміністративно-територіальної реформи та ліквідації Перевальського району увійшло до складу Алчевського району.

## Пам'ятки
Поблизу селища розташований загальнозоологічний заказник місцевого значення «Перевальський».